# 권혁승
권혁승(1952년 5월 20일~)은 대한민국의 정치인이다. 제35·36·37대(민선2·3·4기) 강원도 평창군수(1998~2010)를 지냈다.

## 학력
- 진부초등학교
- 진부중학교
- 평창진부고등학교

## 역대 선거 결과
|  | 36.09% |

|  | 54.50% |

|  | 46.38% |

| 전임 김용욱 | 제35·36·37대 강원도 평창군수(민선) 1998년 7월 1일~2010년 6월 30일 | 후임 이석래 |